# Eisstock-Afrikameisterschaft
Die Eisstock-Afrikameisterschaft (englisch Icestock Africa Cup) bezeichnet Titelkämpfe im Eisstocksport in Afrika. Ausrichter ist die International Federation Icestocksport (IFI). 

## Herren
| Nr.  | Jahr  | Ränge (Team)           | Ränge (Einzel)                                                      | Austragungsort                                    |
| ---- | ----- | ---------------------- | ------------------------------------------------------------------- | ------------------------------------------------- |
| I    | 20041 | Kenia Namibia Tunesien | –                                                                   | Graz, (Eishalle) Österreich                       |
| II   | 2005  | Namibia Kenia –        | Klaus Schubert (NAM) Sebastian Okech (KEN) Christian Schubert (NAM) | Windhoek (DTS), Namibia                           |
| III  | 2007  | Namibia Kenia –        | Tim Ngugi (KEN) Günter Matte (NAM) Detlef Pfeifer (NAM)             | Windhoek (DTS), Namibia                           |
| IV   | 2009  | Namibia Kenia –        | Simon Kimani (KEN) Stephan Ngugi (KEN) Jesaya Mweshipopya (NAM)     | Nairobi, (Kenya School of Monetary Studies) Kenia |
|      | 2011  | nicht ausgetragen      | nicht ausgetragen                                                   | nicht ausgetragen                                 |
| V    | 2013  | Kenia Namibia –        | Stephan Ngugi (KEN) Jesaya Mweshipopya (NAM) Armin Komma (NAM)      | Windhoek (DHPS), Namibia                          |
| VI   | 2015  | Namibia Kenia –        | Stephan Ngugi (KEN) Detlef Pfeifer (NAM) Armin Komma (NAM)          | Nairobi, (University of Nairobi) Kenia            |
| VII  | 2017  | Namibia Kenia –        | Armin Komma (NAM) Detlef Pfeifer (NAM) Stephan Ngugi (KEN)          | Swakopmund (SFC Halle), Namibia                   |
| VIII | 2019  | Namibia Kenia Gabun    | Cobus Harmse (NAM) Stephan Ngugi (KEN) Tim Ngugi (KEN)              | Nairobi, (MOI International Sports Centre) Kenia  |
| IX   | 2022  | Namibia Kenia Gabun    | Jesaya Mweshipopya (NAM) Tim Ngugi (KEN) Detlef Pfeifer (NAM)       | Windhoek (DTS), Namibia                           |
| X    | 2024  | Namibia Kenia Gabun    | Douglas Sang (KEN) Detlef Pfeifer (NAM) Jesaya Mweshipopya (NAM)    | Libreville, Gabun                                 |

1 Nachträglich zu einer offiziellen Afrikameisterschaft ernannt.

## Damen
| Nr. | Jahr | Ränge (Team)      | Ränge (Einzel)                                                      | Austragungsort      |
| --- | ---- | ----------------- | ------------------------------------------------------------------- | ------------------- |
| I   | 2013 | Namibia Kenia –   | Corne Harmse (NAM) Mary Kagwiria (KEN) Sarah Njuguna (KEN)          | Windhoek, Namibia   |
| II  | 2015 | Kenia Namibia –   | Christiane Beulker (NAM) Natalia Stone (NAM) Caroline Karicho (KEN) | Nairobi, Kenia      |
| III | 2017 | Namibia Kenia –   | Susanne Adler-Florin (NAM) Judith Riungu (KEN) Natalia Stone (NAM)  | Swakopmund, Namibia |
| IV  | 2019 | nicht ausgetragen | Mary Kagwiria (KEN) Sarah Njeri (KEN) Purity Murithi (KEN)          | Nairobi, Kenia      |
| V   | 2022 | Kenia Namibia –   | Mary Kagwiria (KEN) Judith Ringu (KEN) Marelize Nortje (NAM)        | Windhoek, Namibia   |
| VI  | 2024 |                   |                                                                     | Libreville, Gabun   |

## Medaillenspiegel

### Mannschaft
| Land     | Herren | Herren | Herren | Damen | Damen  | Damen  |
| Land     | Gold   | Silber | Bronze | Gold  | Silber | Bronze |
| -------- | ------ | ------ | ------ | ----- | ------ | ------ |
| Namibia  | 8      | 2      | –      | 2     | 2      | –      |
| Kenia    | 2      | 8      | –      | 2     | 2      | –      |
| Gabun    | –      | –      | 3      | –     | –      | –      |
| Tunesien | –      | –      | 1      | –     | –      | –      |

### Einzel
| Land    | Herren | Herren | Herren | Damen | Damen  | Damen  |
| Land    | Gold   | Silber | Bronze | Gold  | Silber | Bronze |
| ------- | ------ | ------ | ------ | ----- | ------ | ------ |
| Namibia | 4      | 5      | 7      | 4     | 2      | 2      |
| Kenia   | 5      | 4      | 2      | 1     | 3      | 3      |